# Hiša začimb
Hiša začimb (Casa de Contratación de la Especiería, imenovana tudi Casa de la Especiería) je bila ustanova, ki je imela od 1522 do 1529 sedež v A Coruñi v Galiciji v Španiji.

## Ozadje
Potem ko je Krištof Kolumb leta 1492 odkril, kar naj bi bila nova pot v Indijo, se je zgodilo niz dogodkov, ki so bili namenjeni urejanju in nadzoru trgovine s strani katoliških kraljev. Najpomembnejši med njimi je bila ustanovitev leta 1503 po naročilu katoliških kraljev Casa de Contratación de Indias v Sevilji, z namenom nadzora in registracije trgovine z vsem blagom in zalogami, povezanimi s trgovino z Indijo, pa tudi nadzor nad vsem blagom (zlasti zlatom in srebrom) z novih ozemelj.
Dežele, ki so jih Španci odkrili v današnji Ameriki, so ustvarile bogastvo, vendar je kmalu postalo jasno, da to ni Indija, v katero so prišli Portugalci, ki so pluli proti vzhodu in od koder so od leta 1500 dalje začeli prinašati velike količine začimb v Evropo. Španska monarhija je organizirala več pomorskih odprav, da bi našla morski prehod okoli Amerike. Po več neuspešnih poskusih se je leta 1519 na isto misijo podala vojska pod poveljstvom |Ferdinanda Magellana.

## Koncesija in delovanje
Leta 1520 so nekateri domači plemiči, med katerimi je izstopal Fernando de Andrade, izkoristili bivanje mladega kralja Karla I. v Galiciji in zahtevali, da se vsa trgovina z začimbami, ki naj bi bila odprta zaradi Magellanove odprave, centralizira v pristanišče A Coruña. Trdili so, da je A Coruña zelo varno pristanišče, da nima privilegijev in svoboščin, ki bi omejevale oblast krone v drugih kantabrijskih pristaniščih, predvsem pa da je bližje kot Sevilja ključnim trgom v severozahodni Evropi.
Cesar Karel V. je mestu A Coruña 22. decembra 1522 podelil dovoljenje za ustvarjanje Casa de la Especiería. Ta odlok je bil sprejet kmalu po vrnitvi v Španijo edine preživele ladje Magellanove odprave pod poveljstvom Juana Sebastiána Elcana.
Prva uradnika te hiše sta bila Bernardino Menéndez kot blagajnik in močan trgovec iz Burgosa Cristóbal de Haro kot factor – kraljevi uradnik, ki je v Indiji pobiral najemnine in tribute od krone, in ga je nasledil Simón de Alcazaba.
Eden od pomembnih oseb, ki so posredovali pri ustanovitvi te hiše začimb v La Coruñi, je bil Jofre García de Loaysa, ki se je skupaj z močno skupino trgovcev zavezal podpreti in voditi ekspedicijo, da bi prevzel posest Molukov za krono (odprava na Moluške otoke), ki je odšla leta 1525.
Ustvarjanje Casa de la Contratación de las Especiería je bila pomembna gospodarska spodbuda za A Coruño, hkrati pa je mesto postalo privlačna tarča piratov in sovražnikov španske krone. Le sedem let po nastanku, leta 1529, in ko se odprava Jofreja Garcíe de Loaise še ni vrnila, je prišlo do izginotja Hiše začimb zaradi dogovorov med Španijo in Portugalsko v pogodbi iz Zaragoze, v katerem je cesar Portugalski v zameno za veliko vsoto denarja dal svoje pravice nad Začimbnimi otoki.